# Ischnura filosa
Ischnura filosa är en trollsländeart som beskrevs av Fraser 1949. Ischnura filosa ingår i släktet Ischnura och familjen dammflicksländor. Inga underarter finns listade i Catalogue of Life.